# 1312 w literaturze
Wydarzenia literackie w 1312 roku.

## Nowe książki
- Dante Alighieri, O monarchii